# ルナ2号
ルナ2号（Luna 2）は、ソビエト連邦（ソ連）が月面着陸を目指したルナ計画の2号機である。これは月表面へ到達した最初の宇宙船で、晴れの海の西部へ衝突した。ルナ2号は球形にアンテナや部品が突き出した、ルナ1号同様の形状をしていた。観測機器も1号とほぼ同じで、シンチレーション検出器・ガイガー＝ミュラー計数管・磁力計・チェレンコフ放射検出器・流星塵検出器などを積んでいた。ルナ2号自体には、推進装置は付いていなかった。

## ミッション
科学的にはルナ2号は、ルナ1号が検出した太陽風を確認した業績によって評価されている。
1959年9月12日6時39分42秒（UTC）に打上げられたルナ2号は、翌13日に月へ到達、推進装置より分離された。14日22時02分24秒（UTC）、33.5時間の飛行を終えた後、ルナ2号からの信号は突如途絶え、月に衝突したことが示唆された。衝突地点は、およそ西経0度、北緯29.1度の晴れの海西部であると推定された。ルナ2号月面衝突の30数分後、推進装置も月面へ衝突した。観測の結果、月には感知出来る程の磁場はなく、月にヴァン・アレン帯があるという証拠も見付からなかった。

## ペナント
宇宙船は、ソビエト連邦（ソ連）のペナントも何枚か積んでいた。そのうちの2枚は円形をしていて、五角形のカバーに覆われていた。また円中心部には、衝突の際にあちこちに散らばるように火薬が仕込まれていた。五角形のカバーはステンレスで出来ており、ソビエト連邦の国章とСССРというキリル文字が片面に、СССР СЕНТЯБРЬ 1959という文字がもう片面に刻まれていた。もう1枚のペナントは推進装置に積まれていた。これは液体が入ったカプセルで、アルミニウムのストライプの模様があり、それぞれのストライプにはソ連の紋章と1959 СЕНТЯБРЬ、СОЮЗ СОВЕТСКИХ СОЦИАЛИСТИЧЕСКИХ РЕСПУБЛИК（1959年9月、ソビエト社会主義共和国連邦）という文字が刻まれていた。
1959年9月15日、ソビエト連邦最高指導者ニキータ・フルシチョフはアメリカ合衆国大統領のドワイト・D・アイゼンハワーにペナントのレプリカを贈った。このレプリカはアイゼンハワー図書館とカンザス州アビリーン博物館に展示されている。

## 文化への影響
アメリカ合衆国の歌手Jetpackは、Planet ReverbというアルバムにLUИIK 2という曲を収めた。この曲にはロシア語の会話や宇宙の音が使われ、宇宙船の旅を描いている。またこの曲は、「ソ連の宇宙開発に関わる全ての人へ」捧げると書かれている。